# Фортман, Дейв
Дейв Фортман (англ. Dave Fortman) — американский музыкальный продюсер. Работал с такими группами как Superjoint Ritual, Mudvayne, Otep и Simple Plan, а также над двумя мульти-платиновыми альбомами Evanescence. В 1990-х был гитаристом калифорнийской хард-рок группы Ugly Kid Joe. Фортман совместно владеет студией звукозаписи Balance Productions, находящейся в Луизиане. Одним из его последних проектов стал четвёртый альбом группы Slipknot All Hope Is Gone.